# الشر المميت (سلسلة أفلام)
الشر المميت أو The Evil Dead هو فلم من سلسلة من أفلام الرعب، يصنف في المراتب العشرة الأولى كأفضل أفلام الرعب وعلامته في الاي ام ديبي 7.5.

## القصة
تدور القصة حول مجموعة مكونة خمسة طلاب جامعيين من ولاية ميشيغان وهم -آش ويليامز (بروس كامبل) وصديقته ليندا (بيتسي بيكر)، شيريل (إلين ساندويس) شقيقة آش، مع صديقهم سكوتي (هال ديلرتش) وصديقته شيلي (سارا يورك)- قرروا السفر لقضاء اجازة عطلة الربيع في منزل خشبي بمنطقة معزولة في إحدى الغابة، ولكنهم سرعان ما يواجهون المشاكل، ففي أول ليلة، كانت شيريل ترسم وهي تنظر إلى رسم موجود على الساعة، ولكنها تصبح لا تسيطر على يدها في رسم الصورة التي تبدو مثل كتاب مع وجه شيطاني مشوه. وتتسارع الاحداث عندما ينزل آش وسكوتي إلى قبو المنزل فيكتشفوا وجود شريط مسجل مع كتاباً أسمه (ناتوروم ديمونتو) ويتبين فيما بعد أنه النسخة السومرية من كتاب، فيقرؤنه ليكتشفوا إنه يحرر لعنة الشيطان مما يؤدي إلى اطلاق الشياطين والارواح الشريرة في المنزل.

## إنتاج الفيلم
قام سام ريمي وفريق الإنتاج ببناء وعمل مكان الفيلم بتكلفة 90,000 دولار، حيث تم تصوير الفيلم على موقع في كوخ نائية تقع في نيوبورت بولاية تينيسي، وكانت عملية التصوير صعبة للغاية بالنسبة للمخرج وغالبية طاقم العمل.
اجتذب فيلم الرعب ذو الميزانية المنخفضة أهتمتام المنتج ايرفين شابيرو، الذي ساعد في عرض الفيلم في مهرجان كان السينمائي عام 1982. بينما قدم مؤلف الفيلم (ستيفن كينغ) قصة ونص ممتاز، مما ساعد على إقناع نيو لاين سينما ان تكون موزعا لفيلم. وعلى الرغم من النجاح التجاري الهزيل في الولايات المتحدة، الآن ميزانية الفيلم أنتعشت من خلال توزيعه في جميع أنحاء العالم، وحقق ايرادات بلغت 2.4 مليون دولار. وحقق الفيلم شهرة واسعة في وقت لاحق بالسنوات التي تلت صدوره، حتى صنف من بين أعظم أفلام الرعب على الإطلاق. وأطلق فيلم الشر المميت شهرت كل من الممثل برووس كامبل والمخرج سام ريمي اللذان تعاونا في العديد من الأفلام معا على مر السنين، بما في ذلك ثلاثية الرجل العنكبوت.
لقد حاز الفيلم اعجاب وسائل الإعلام، بدءاً من التأليف والاخراج، فتم إنتاج الشر المميت الجزء الثاني عام (1987)، والجزء الثالث الذي سمي جيش الظلام عام (1992)، بالإضافة إلى ألعاب الفيديو، والكتب المصورة، والمسلسلات التلفزيونية. وتم اتناج الجزء الرابع بنسخة وشخصيات جديدة عام 2013 الذي شارك في إنتاجه سام ريمي وبروس كامبل والمنتج روبرت تابرت. وفي أكتوبر 2015 تم عرض مسلسل «آش مقابل الشر الميت» من إنتاج سام ريمي وبطولة بروس كامبل.